# El Roble, Guanajuato
El Roble är en ort i Mexiko.   Den ligger i kommunen Tierra Blanca och delstaten Guanajuato, i den centrala delen av landet, 200 km nordväst om huvudstaden Mexico City. El Roble ligger 1 977 meter över havet och antalet invånare är 104.
Terrängen runt El Roble är huvudsakligen kuperad, men åt sydväst är den bergig. El Roble ligger nere i en dal. Runt El Roble är det ganska glesbefolkat, med 29 invånare per kvadratkilometer. Närmaste större samhälle är Las Moras, 8,3 km norr om El Roble. Omgivningarna runt El Roble är i huvudsak ett öppet busklandskap.